# Rancakole
Rancakole is een bestuurslaag in het regentschap Bandung van de provincie West-Java, Indonesië. Rancakole telt 9399 inwoners (volkstelling 2010).